# Gino Moncada Lo Giudice
Gino Moncada Lo Giudice di Monforte, nato Gino Barbaro Lo Giudice (Milano, 18 marzo 1931), è un ingegnere, dirigente d'azienda e politico italiano.

## Biografia
Nato a Milano nel 1931, il padre Silvestro era siciliano di Paternò, in provincia di Catania, e appartenente alla nobile famiglia Lo Giudice dei baroni di Santa Chiara, e la madre romana.
Per adozione da parte di Federico Moncada Trigona (1904-1993), nobile dei Principi di Monforte, nel 1982 ottiene l'autorizzazione dal Tribunale di Palermo ad anteporre il cognome dell'adottante al suo, e nel 1988, quello di aggiungere il predicato nobiliare dal Ministero di Grazia e Giustizia.

### Attività professionale
Laureato in ingegneria meccanica all'Università degli Studi di Palermo, viene nominato assistente ordinario di fisica tecnica per l'anno accademico 1959-60. Frequenta successivamente l'École nationale supérieure du pétrole et des moteurs, istituzione accademica francese, dove si occupa di problemi termici riguardanti la raffinazione del petrolio e i processi di lavorazione connessi, e si specializza nel settore energetico-ambientale. Divenuto docente ordinario di fisica tecnica nel 1969, diventa successivamente preside della Facoltà di Architettura dell'ateneo palermitano, carica che ricopre dal 1974 al 1979. È stato anche presidente dell'Aeronautica Sicula dal 1968 al 1971, consigliere di amministrazione della Cassa del Mezzogiorno dal 1978 al 1982, e membro del Consiglio superiore dei Lavori Pubblici.
Nel 1982, Moncada Lo Giudice ottiene la cattedra al Dipartimento Energetica dell'Università La Sapienza di Roma, dove si è anche occupato di ricerca riguardante il settore energetico e il corretto rapporto tra questi e lo sviluppo sostenibile. Nell'ateneo capitolino, dove ha insegnato fino al 2001, ha ricoperto gli incarichi di direttore del Dipartimento di Fisica Tecnica della Facoltà di Ingegneria, e di prorettore del medesimo (1994-97).
Moncada Lo Giudice ha ricoperto altri incarichi, quali di presidente prima poi componente del Comitato Scientifico dell'Istituto per l'Edilizia e il Risparmio Energetico (IEREN), di presidente dell'Associazione Italiana Condizionamento dell'Aria, Riscaldamento e Refrigerazione (AICARR; 1990-92) e di vicepresidente nazionale dell'Associazione Termotecnica Italiana. É membro ordinario dell'Accademia di Scienze, Lettere ed Arti di Palermo e dell'International Academy of Sciences and Arts.

### Attività politica
Membro del Partito Socialista Italiano dagli anni sessanta, è stato consigliere comunale e assessore alla Pubblica Istruzione a Taormina dal 1974 al 1978.
Nel 2001, si candida al Senato con il centrodestra per la Casa delle Libertà, in occasione delle elezioni politiche, nel collegio elettorale n.8  "Roma-Ostiense" della Circoscrizione Lazio. Con 60.783 voti raccolti, ottiene l'elezione a senatore nella XIV legislatura della Repubblica Italiana, ed entra a far parte del gruppo parlamentare centrista Biancofiore formato da CCD e CDU, che nel 2002 diventa Unione dei Democratici Cristiani e di Centro.

## Opere
Gino Moncada Lo Giudice è autore di più di 130 pubblicazioni scientifiche (alcune delle quali hanno ricevuto awards stranieri) e dei seguenti volumi a stampa, in prevalenza nel campo della termodinamica, della trasmissione del calore e dell'impiantistica:
- Esercizi ed esercitazioni di Fisica Tecnica, con Mario Columba, Palermo, Denaro Editore (1964)
- Idee e appunti per una politica della ricerca scientifica e tecnologica in Italia, con Francesco Forte, Gisèle Podbielski e Gianni Zandano, Torino, Coop. Libreria Universitaria Torinese (1969)
- Stima sintetica di impianti petroliferi, con Franco Guerrini, Palermo, Ente Minerario Siciliano (1971).
- Principi di Illuminotecnica, Milano, PEG (1977)
- Macchine ad assorbimento. Una guida bibliografica, con Mauro Felli, Roma, Esagrafica (1984)
- Illuminotecnica, con Andrea De Lieto Vollaro, Milano, Masson (1993)
- Acustica, con Silvio Santoboni, Milano, Masson (1994)
- Progettazione di Impianti Tecnici, con Livio De Santoli, Milano, Masson (1995)
- Termodinamica applicata vol. 1, Milano, Masson (1998)
- Fisica Tecnica Ambientale vol. 3, con Livio De Santoli, Milano CEA Editrice (1999)
- Una biblioteca siciliana, Roma (2001)
- La sfida dell'energia. Cambiamenti climatici, energia e ambiente in un mondo inquieto, con Francesco Asdrubali, Milano, FrancoAngeli (2008)
- Fattore N. Tutto quello che c'è da sapere sul nucleare, con Francesco Asdrubali, Roma, Armando Editore (2010)